# برمهم (بيدفوردشير)
برمهم (بالإنجليزية: Bromham, Bedfordshire)‏ هي قرية وأبرشية مدنية تقع في المملكة المتحدة في بيدفوردشير. يقدر عدد سكانها بـ 4,765 نسمة .

## أعلام
- مات بيري